# Linia kolejowa Liberec – Česká Lípa
Linia kolejowa Liberec – Česká Lípa – jednotorowa, niezelektryfikowana linia kolejowa w Czechach. Łączy Liberec i Czeską lipę, w całości znajduje się na terytorium kraju libereckiego.